# Wohnhaus Nerche

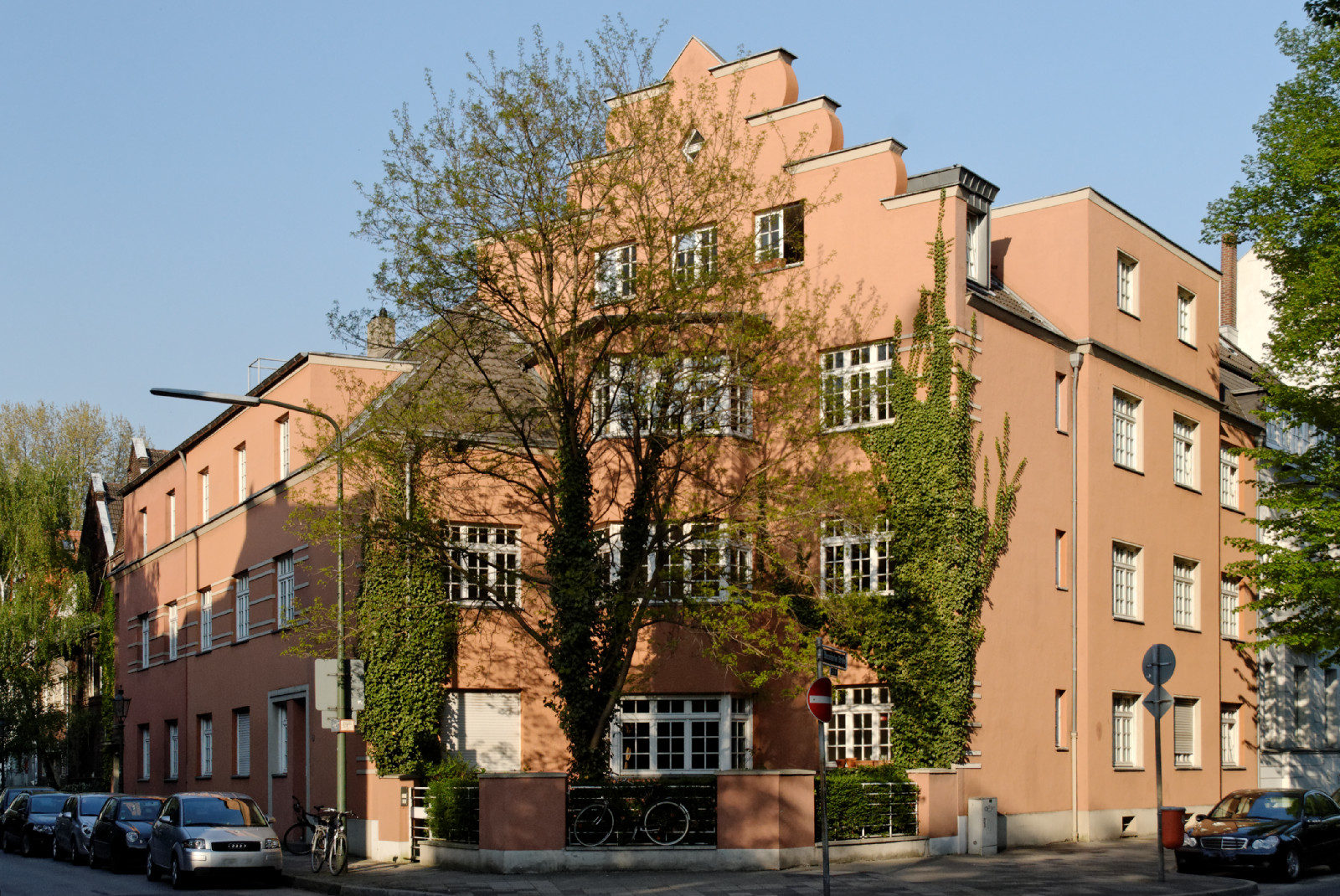
Wohnhaus Nerche

Das Wohnhaus Nerche befindet sich an der Cimbernstraße 3–5 an der Ecke zur Düsseldorfer Straße in Düsseldorf-Oberkassel. Das Haus wurde von 1927 bis 1928 nach Entwürfen von Wilhelm Hoppe für den Gartenarchitekten Wilhelm Nerche (* 1884) erbaut. „Stilistisch gibt es sich eher sehr zurückhaltend modern mit inzwischen schon leicht verspäteten expressionistischen Anklängen“. Der Komplex besteht aus zwei Baukörpern, der Bauteil an der Düsseldorfer Straße ist dreigeschossig mit traufständigem Satteldach. An der Cimbernstraße zeigt das Haus einen expressionistischen Staffelgiebel. „Bemerkenswert ist das Gebäude, da es zu den wenigen qualitätvollen Wohnhäusern seiner Zeit zählt“.
Das Gebäude steht unter Denkmalschutz.